# Sceliotrachelinae
Die Sceliotrachelinae sind eine Unterfamilie in der Hautflüglerfamilie Platygastridae. Sie geht auf den US-amerikanischen Entomologen Charles Thomas Brues im Jahr 1908 zurück, als dieser für die neu beschriebene Art Sceliotrachelus braunsi die Gattung Sceliotrachelus und die Unterfamilie Sceliotrachelinae einführte. Später wurde die Unterfamilie aufgehoben, dann in den Rang einer Tribus erhoben. Eine Revision von Masner & Huggert (1989) führte schließlich zu einer Wiedererhebung des Taxons in den Rang einer Unterfamilie.

## Merkmale
Die Unterfamilie ist nach Van Noort et al. (2021) noch unzureichend definiert.

## Verbreitung
Die Sceliotrachelinae besitzen eine kosmopolitische Verbreitung.

## Lebensweise
Die Sceliotrachelinae sind überwiegend Eiparasitoide von Käfern (darunter Bockkäfer und Rüsselkäfer) und Zikaden (darunter Schmetterlingszikaden). Einige Sceliotrachelinae parasitieren Nymphenstadien von Pflanzenläusen (darunter Schmierläuse) und Larven von Grabwespen der Familie Crabronidae.

## Systematik
Die Sceliotrachelinae umfassen etwa 26 Gattungen.
- Afrisolia Masner & Huggert, 1989
- Aleyroctonus Masner & Huggert, 1989
- Alfredella Masner & Huggert, 1989
- Allotropa Foerster, 1856
- Amitus Haldeman, 1850
- Aphanomerella Dodd, 1913
- Aphanomerus Perkins, 1905
- Austromerus Masner & Huggert, 1989
- Calomerella Masner & Huggert, 1989
- Errolium Masner & Huggert, 1989
- Fidiobia Ashmead, 1894
- Helava Masner & Huggert, 1989
- Isolia Foerster, 1878
- Nanomerus Masner & Huggert, 1989
- Neobia Masner & Huggert, 1989
- Oligomerella Masner & Huggert, 1989
- Parabaeus Kieffer, 1910
- Platygastoides Dodd, 1913
- Platystasius Nixon, 1937
- Plutomerus Masner & Huggert, 1989
- Pseudaphanomerus Szelényi, 1941
- Pulchrisolia Szabó, 1959
- Sceliotrachelus Brues, 1908
- Tetrabaeus Kieffer, 1912
- Zelamerus Masner & Huggert, 1989
- Zelandonota Masner & Huggert, 1989